# Santa Clara (Ponta Delgada)
Santa Clara es una freguesia portuguesa perteneciente al municipio de Ponta Delgada, situado en la Isla de São Miguel, Región Autónoma de Azores. Fue creada en julio de 2002, por escisión de la freguesia de São José.